# Anne Panter
Anne Panter (28 gennaio 1984) è una hockeista su prato britannica.

## Palmarès

### Olimpiadi
- 1 medaglia:
  - 1 bronzo (Londra 2012)

### Europei
- 3 medaglie:
  - 3 bronzi (Barcellona 2003; Manchester 2007; Gladbach 2011)

### Champions Trophy
- 1 medaglia:
  - 1 argento (Rosario 2012)